# Мартьяново (Шалинський міський округ)
Мартья́ново (рос. Мартьяново) — присілок у складі Шалинського міського округу Свердловської області.
Населення — 120 осіб (2010, 129 2002).
Національний склад станом на 2002 рік: росіяни — 99 %.